# Club Bàsquet Girona 2005-2006
Questa voce raccoglie le informazioni riguardanti il Club Bàsquet Girona nelle competizioni ufficiali della stagione 2005-2006.

## Stagione
La stagione 2005-2006 del Club Bàsquet Girona è la 18ª nel massimo campionato spagnolo di pallacanestro, la Liga ACB.
All'inizio della nuova stagione la Federazione decise di abolire la distinzione riguardo ai giocatori comunitari, estendendo la classificazione a tutti i Paesi appartenenti alla FIBA Europe.

## Roster
Aggiornato al 24 novembre 2021.
| Akasvayu Girona 2005-06 | Akasvayu Girona 2005-06 |
| Giocatori               | Staff tecnico           |
| ----------------------- | ----------------------- |

| N. | Naz.                                            | Ruolo | Nome                | Anno | Alt.   | Peso   |  |
| -- | ----------------------------------------------- | ----- | ------------------- | ---- | ------ | ------ |  |
| 4  | Stati Uniti (bandiera)                          | AP    | Maurice Carter      | 1976 | 196 cm | 95 kg  |  |
| 5  | Slovenia (bandiera)                             | G     | Samo Udrih          | 1979 | 195 cm | 93 kg  |  |
| 8  | Stati Uniti (bandiera)                          | AG    | Spencer Gloger      | 1980 | 205 cm |        |  |
| 9  | Lituania (bandiera)                             | AP    | Dainius Šalenga     | 1977 | 198 cm | 93 kg  |  |
| 10 | Stati Uniti (bandiera) · Slovenia (bandiera)    | P     | Arriel McDonald     | 1972 | 189 cm | 90 kg  |  |
| 11 | Stati Uniti (bandiera) · Regno Unito (bandiera) | G     | Terrell Myers       | 1974 | 186 cm |        |  |
| 12 | Spagna (bandiera)                               | C     | Roberto Dueñas      | 1975 | 221 cm | 141 kg |  |
| 13 | Spagna (bandiera)                               | AC    | Germán Gabriel      | 1980 | 207 cm | 111 kg |  |
| 14 | Spagna (bandiera)                               | C     | Toni Espinosa (C)   | 1971 | 202 cm |        |  |
| 15 | Argentina (bandiera) · Germania (bandiera)      | AG    | Federico Kammerichs | 1980 | 204 cm | 111 kg |  |
| 19 | Spagna (bandiera)                               | C     | Fran Vázquez        | 1983 | 209 cm | 105 kg |  |
| 21 | Stati Uniti (bandiera)                          | PG    | Anthony Peeler      | 1969 | 193 cm | 94 kg  |  |
| 24 | Spagna (bandiera)                               | P     | Raül López          | 1980 | 182 cm | 82 kg  |  |
| 34 | Stati Uniti (bandiera)                          | C     | Kevin Thompson      | 1971 | 209 cm | 118 kg |  |

| Allenatore                                                                              |
| - Edu Torres                                                                            |
| Assistente/i                                                                            |
| - Pere Capdevila - Miquel Martínez Legenda - (C) Capitano - (IN) Inattivo - Infortunato |

## Mercato

### Sessione estiva
| Acquisti | Acquisti            | Acquisti            | Acquisti   | Acquisti |
| R.a      | Nome                | da                  | Modalità   |          |
| -------- | ------------------- | ------------------- | ---------- | -------- |
| G        | Samo Udrih          | Hapoel Tel Aviv     | definitivo |          |
| P        | Arriel McDonald     | Dinamo Mosca        | definitivo |          |
| C        | Roberto Dueñas      | Barcellona          | definitivo |          |
| AG       | Federico Kammerichs | Valencia            | definitivo |          |
| C        | Fran Vázquez        | Málaga              | definitivo |          |
| PG       | Anthony Peeler      | Wash. Wizards       | definitivo |          |
| AP       | Dainius Šalenga     | Žalgiris Kaunas     | definitivo |          |
| C        | Germán Gabriel      | Bilbao Berri        | definitivo |          |
| P        | Raül López          | Memphis Grizzlies   | definitivo |          |
| GA       | Maurice Carter      | Mississippi HardH.s | definitivo |          |

| Cessioni | Cessioni         | Cessioni            | Cessioni       | Cessioni |
| R.       | Nome             | a                   | Modalità       |          |
| -------- | ---------------- | ------------------- | -------------- | -------- |
| P        | Stéphane Dumas   | Scandone Avellino   | fine contratto |          |
| AG       | Jordi Trias      | Barcellona          | fine prestito  |          |
| C        | Paul Rogers      | Perth Wildcats      | fine contratto |          |
| G        | Maurice Carter   | Mississippi HardH.s | fine contratto |          |
| P        | Albert Sàbat     | Lleida              | fine contratto |          |
| A        | Nacho Biota      | Free agent          | fine contratto |          |
| P        | Lucas Victoriano | Scafati Basket      | fine contratto |          |
| A        | Sergi Grimau     | Lleida              | fine contratto |          |

### Dopo l'inizio della stagione
| Acquisti | Acquisti       | Acquisti   | Acquisti        | Acquisti   |
| R.       | Nome           | da         | Data            | Modalità   |
| -------- | -------------- | ---------- | --------------- | ---------- |
| AG       | Spencer Gloger | Free agent | 19 ottobre 2005 | definitivo |

| Cessioni | Cessioni       | Cessioni   | Cessioni        | Cessioni    |
| R.       | Nome           | a          | Data            | Modalità    |
| -------- | -------------- | ---------- | --------------- | ----------- |
| PG       | Anthony Peeler |            | 26 ottobre 2005 | ritirato    |
| AG       | Spencer Gloger | Free agent | 8 febbraio 2006 | rescissione |